# Communauté de communes des Terrasses et Plaines des deux cantons
La communauté de communes des Terrasses et Plaines des deux cantons était une communauté de communes française, située dans le département de Tarn-et-Garonne et la région Occitanie.

## Historique
Créée le 29 novembre 2006
Elle disparaît le 1er Janvier 2017 pour devenir Communauté de Communes Coteaux et Plaines du Pays Lafrançaisain

## Composition
Elle est composée des communes suivantes :
| Nom                     | Code Insee | Gentilé            | Superficie (km2) | Population (dernière pop. légale) | Densité (hab./km2) |
| ----------------------- | ---------- | ------------------ | ---------------- | --------------------------------- | ------------------ |
| Les Barthes (siège)     | 82012      | Barthais           | 8,20             | 539 (2014)                        | 66                 |
| Barry-d'Islemade        | 82011      | Barriens           | 11,35            | 914 (2014)                        | 81                 |
| Labastide-du-Temple     | 82080      | Templais           | 10,92            | 1 177 (2014)                      | 108                |
| Meauzac                 | 82108      | Meauzacois         | 11,77            | 1 358 (2014)                      | 115                |
| Saint-Porquier          | 82171      | Saint-Porquiérains | 15,70            | 1 413 (2014)                      | 90                 |
| La Ville-Dieu-du-Temple | 82096      | Théopolitains      | 26,16            | 3 184 (2014)                      | 122                |

## Démographie
| 2006  | 2007  | 2011  |
| ----- | ----- | ----- |
| 6 808 | 7 016 | 8 050 |

## Liste des Présidents successifs
| Période                                  | Période  | Identité      | Étiquette | Qualité |
| ---------------------------------------- | -------- | ------------- | --------- | ------- |
| 2014                                     | en cours | Kléber Leygue |           |         |
| 2006                                     | 2014     | Alain Molinié |           |         |
| Les données manquantes sont à compléter. |          |               |           |         |